# Trietanolammina
La trietanolammina (spesso abbreviata in TEOA per distinguerla dalla TEA, la trietilammina) è un composto organico contenente una funzionalità amminica terziaria e tre ossidriliche. Come le altre ammine, la trietanolammina agisce come base debole a causa della doppietto libero dell'atomo di azoto.
Essa si presenta come un liquido incolore, viscoso e igroscopico, estremamente solubile in acqua o alcool.

## Produzione
La trietanolammina è prodotta dalla reazione in fase liquida tra ossido di etilene ed ammoniaca catalizzata da zeoliti (tipicamente ZSM-5 modificata).
L'ammoniaca è presente in eccesso e il rapporto ammoniaca/ossido di etilene è legato al prodotto finale: più grande è tale rapporto più si ottengono prodotti poco sostituiti (monoetanolammina e dietanolammina), le quali possono comunque reagire ulteriormente a formare trietanolammina.
Quando l'ammoniaca è presente in leggero eccesso allora il prodotto maggioritario è la trietanolammina, in quanto le ammine sostituite tendono ad essere più suscettibili a reazioni di alchilazione
Altro processo prevede l'utilizzo di piperazina e ossido di etilene.

## Applicazioni
La trietanolammina è utilizzata come equilibratore del pH nell'idrolisi del carbopol o in preparazioni cosmetiche in virtù della sua non tossicità.
La trietanolammina è inoltre utilizzata come additivo (0,1 %) nella lavorazione del clinker per la produzione di cemento, in quanto agisce da antiagglomerante.
Nell'industria chimica viene adoperata con le altre due etanolammine per l'assorbimento di sostanze acide quali H2S e CO2 da petrolio, gas naturale e derivati.
È altresì usato come intermedio o come inibitore di corrosione.